# Монтгомері (округ, Міссурі)
Шаблон:StateAbbr_ 38°56′ пн. ш. 91°28′ зх. д. / 38.94° пн. ш. 91.47° зх. д.
Округ Монтгомері (англ. Montgomery County) — округ (графство) у штаті Міссурі, США. Ідентифікатор округу 29139.

## Історія
Округ утворений 1818 року.

## Демографія
За даними перепису 
2000 року 
загальне населення округу становило 12136 осіб, усе сільське.
Серед мешканців округу чоловіків було 6010, а жінок — 6126. В окрузі було 4775 домогосподарств, 3336 родин, які мешкали в 5726 будинках.
Середній розмір родини становив 2,97.
Віковий розподіл населення поданий у таблиці:
| Стать    | До 15 років | 15-21 | 22-29 | 30-39 | 40-49 | 50-65 | 65-85 | Понад 85 |
| -------- | ----------- | ----- | ----- | ----- | ----- | ----- | ----- | -------- |
| Чоловіки | 1307        | 620   | 487   | 811   | 951   | 963   | 767   | 104      |
| Жінки    | 1174        | 538   | 492   | 758   | 916   | 1028  | 952   | 268      |

## Суміжні округи
- Пайк — північний схід
- Лінкольн — схід
- Воррен — південний схід
- Ґасконейд — південь
- Келлевей — захід
- Осейдж — південний захід
- Одрейн — північний захід

## Виноски
1. ↑  U.S. Decennial Census. United States Census Bureau. Архів оригіналу за 19 липня 2018. Процитовано 16 листопада 2014.
2. ↑  Historical Census Browser. University of Virginia Library. Архів оригіналу за 11 серпня 2012. Процитовано 16 листопада 2014.
3. ↑  Population of Counties by Decennial Census: 1900 to 1990. United States Census Bureau. Архів оригіналу за 3 грудня 2014. Процитовано 16 листопада 2014.
4. ↑  Census 2000 PHC-T-4. Ranking Tables for Counties: 1990 and 2000 (PDF). United States Census Bureau. Архів оригіналу (PDF) за 18 грудня 2014. Процитовано 16 листопада 2014.
5. ↑  State & County QuickFacts. United States Census Bureau. Архів оригіналу за 7 червня 2011. Процитовано 10 вересня 2013.(англ.) Наведено за англійською вікіпедією.
6. ↑  American FactFinder. Бюро перепису населення США. Архів оригіналу за 26 лютого 2012. Процитовано 31 січня 2008.

| США | Це незавершена стаття з географії США. Ви можете допомогти проєкту, виправивши або дописавши її. |